# Peter van Griekenland en Denemarken
Peter van Griekenland (Grieks: Πέτρος της Ελλάδας, Petros tis Helladas) (Parijs, 3 december 1908 - Londen, 15 oktober 1980) was prins van Griekenland en van Denemarken. Hij was een antropoloog gespecialiseerd in Tibetaanse cultuur en polyandrie.
Peter stamde uit het Huis Sleeswijk-Holstein-Sonderburg-Glücksburg, een linie van het Huis Oldenburg. Hij had één zus, Eugénie van Griekenland. Peter, hoog in de lijn van opvolging van de Griekse troon, werd geacht zijn successierechten te hebben verspeeld door te trouwen met de tweemaal gescheiden Irina Aleksandrovna Ovtchinnikova (1904-1990).

## Carrière
Als antropoloog was hij gespecialiseerd in religies in Tibet en Tibetaanse gebruiken. Hij publiceerde een aantal boekrecensies en artikelen in wetenschappelijke tijdschriften. In 1947 vertrok hij op een reis naar India, Tibet en Sri Lanka. Over deze reis publiceerde hij het werk Van Athene naar Calcutta (Grieks: Απ΄ Αθηνών εις Καλκούτα).
Van 1950 tot 1954 nam hij met zijn vrouw deel aan de derde Deense wetenschappelijke expeditie naar Centraal-Azië. Zijn missie bestond uit het verzamelen van Tibetaanse werken voor Det Kongelige Bibliotek in Kopenhagen. Deze taak in Tibet zelf was erg moeilijk gezien de grenzen nagenoeg gesloten waren en het Chinese Volksbevrijdingsleger in 1950-51 de invasie van Tibet was aangevangen. Hij hield zich tijdens deze reis dan ook op buiten de grenzen van Tibet, in Bengalen en de regio rondom Kalimpong. Hij wist niettemin enkele documenten bijeen te brengen, waaronder de Tibetaans boeddhistische canon (Kangyur) en de commentaren erop (Tengyur).
In 1953 nam hij deel aan een Deense wetenschappelijke missie naar Afghanistan van tien maanden.
In 1957 ontving hij een eredoctoraat van de Universiteit van Athene, waarbij hij een rede hield over het effect van de hellenistische periode in Centraal-Azië.
Hierna ging hij voor een groot aantal jaren wonen in India en bezocht hij in 1974-75 de Himalaya. Hier voerde hij 5000 metingen uit in de antropometrie en bestudeerde hij verder polyandrie. Dit werk leverde hem een tweede doctoraat op van de Universiteit van Londen. In 1960 ontving hij een eredoctoraat van de Universiteit van Kopenhagen. Tijdens zijn werkzaamheden in Denemarken werkte hij samen met de Tibetaanse geestelijke Tarab Tulku Rinpoche.

## Levensloop
Prins Peter, lid van het Huis Sleeswijk-Holstein-Sonderburg-Glücksburg, was het oudste kind en de enige zoon van prins George van Griekenland en Denemarken en de rijke auteur en psychoanalyticus prinses George (née Marie Bonaparte). Zijn vader was de tweede zoon van koning George I van Griekenland en zijn moeder de enige dochter van de Franse botanicus Prins Roland Bonaparte en Marie-Félix Blanc.
Peter werd geboren in Parijs en bracht zijn jeugd door in Frankrijk, en zette tussen 1912 en 1935 geen voet in Griekenland vanwege de Eerste Wereldoorlog en de latere uitroeping van de Tweede Helleense Republiek. In die tijd leerde hij Denemarken kennen, het koninkrijk waar de Griekse koninklijke familie vandaan kwam. Hij sloot zich in 1932 aan bij de Koninklijke Garde van Denemarken en kreeg in 1934 de aanstelling als tweede luitenant. Hij bracht de zomers door in Slot Bernstorff, dat toen eigendom was van zijn oudoom van vaders kant, prins Waldemar van Denemarken. Vanwege de langdurige seksuele en emotionele relatie van hun vader met zijn oom Waldemar, noemden Peter en zijn zus Eugénie Waldemar "Papa Two". Zoals gebruikelijk nam prinses George geen deel aan de opvoeding van haar zoon, en toen hij de adolescentie bereikte, hielpen alleen de adviezen van de psychoanalyticus Sigmund Freud hen hun incestueuze gevoelens voor elkaar te onderdrukken.
Na de restauratie van zijn neef, koning George II van Griekenland, in 1935, reisde prins Peter naar het koninkrijk om deel te nemen aan de ceremoniële herbegrafenis van de stoffelijke resten van zijn oom, koning Constantijn I van Griekenland, en die van respectievelijk de koninginnen Olga en Sophia, zijn grootmoeder en tante. Hij was toen derde in de lijn van opvolging, alleen voorafgegaan door zijn ongehuwde neef Paul I van Griekenland en zijn eigen vader, en daarmee een belangrijk lid van de koninklijke familie. In de jaren dertig werd er misschien gesproken over een mogelijk huwelijk tussen prins Peter en prinses Frederica van Hannover, maar uiteindelijk trouwde ze met prins Paul.
Peter bezocht het Lycée Janson de Sailly en behaalde de graad van doctor in de rechten aan de Universiteit van Parijs. Hij studeerde antropologie van 1935 tot 1936 aan de London School of Economics onder de in Polen geboren antropoloog Bronisław Malinowski en de Nieuw-Zeelandse etnoloog Sir Raymond Firth. Peter sloot zich in 1936 aan bij het 3/40 Evzone Regiment en werd officier. Vervolgens reisde hij met zijn ouders door Griekenland en bezocht Kreta in april 1937.
In 1935 ontmoette hij Irina Aleksandrovna Ovtchinnikova, een vier jaar oudere getrouwde Russische vrouw met een ex-man, en begon een relatie. Het jaar daarop kreeg ze haar tweede scheiding, en haar invloed op Peter nam gestaag toe. Zijn familie keurde zijn relatie met "de Russin", zoals ze Ovtchinnikova noemden, ten stelligste af. Peter zelf wilde niet zo'n slechte reputatie verwerven als die van koning Edward VIII van het Verenigd Koninkrijk, die datzelfde jaar afstand deed van de troon om te trouwen met zijn eigen tweemaal gescheiden buitenlandse minnaar, de Amerikaan Wallis Simpson.
Na zijn eerste wetenschappelijke reis naar Azië diende Peter tijdens de Tweede Wereldoorlog als officier in het Griekse leger. De prins keerde nog meerere malen terug naar Azië voor zijn onderzoek naar de Tibetaanse cultuur. Hij protesteerde krachtig tegen de behandeling van zijn vrouw door de koninklijke familie. Na de dood van koning Paul van Griekenland verklaarde hij zichzelf vermoedelijke opvolger van de Griekse troon, volgens hem omdat vrouwelijke dynastieën in 1952 onrechtmatig successierechten hadden gekregen. Peter scheidde zich uiteindelijk van zijn vrouw en stierf kinderloos in Londen.